# Kojima Motoshige
Kojima Motoshige (小島 職鎮?; fl. XVI secolo) è stato un samurai giapponese del periodo Sengoku che servì il clan Uesugi.
Prima di entrare nel clan Uesugi è stato vassallo del clan Jinbō, ma fu esiliato perché sospettato di collaborare con clan nemici. Kojima cercò rifugio in un tempio nella provincia di Hida, ma quando il tempio fu dato alle fiamme nel 1560 fu costretto a muoversi nuovamente. Infine entrò nel clan Uesugi, e si suppone che sia stato lui ad assassinare Shiina Yasutane nel 1576 su ordine di Kenshin, come condizione per la sua integrazione.
Gli fu assegnato il castello di Toyama e si batté con gli Ikkō-ikki di Etchū nel 1572.
In seguito si schierò con il clan Oda ma perse comunque il castello.